# Regatul Iuda
Iudeea (Regatul de Sud), Regatul Iuda sau Regatul Iudeei (ebraică: מַמְלֶכֶת יְהוּדָה Mamléḵeṯ Yehudāh; akkadiană 𒅀𒌑𒁕𒀀𒀀 Ya'uda; aramaică 𐤁‬𐤉‬𐤕‬𐤃𐤅‬𐤃 Bēyt Dāwīḏ) a fost un regat din Epoca Fierului din Levantul de Sud. Biblia ebraică îl descrie drept succesor al monarhiei unite, un termen care denotă Regatul Israel condus de regii biblici Saul, David și Solomon și acoperind teritoriul celor două regate istorice, Iuda și Regatul Israel (Samaria); dar unii cercetători, inclusiv Israel Finkelstein și Alexander Fantalkin, cred că dovezile arheologice existente cu privire la Regatul Iuda dinaintea secolului al VIII-lea târziu î.Hr. sunt prea firave, iar metodologia prin care au fost obținute dovezile este greșită. Acești cercetători cred că, înaintea acelui timp, regatul nu era mai mult decât o mică entitate tribală care era limitată la Ierusalim și vecinătățile sale imediate.
Conform lui William G. Dever, un arheolog mainstream dar foarte conservator, în secolul al X-lea î.Hr. Regatul Iuda era „un stat aflat într-un stadiu timpuriu și rudimentar”, care „nu a fost bine consolidat până în secolul al IX-lea î.Hr.”, iar Regatul Israel a avut o dezvoltare separată în secolul al IX-lea î.Hr.
În secolele al X-lea și al IX-lea î.Hr., se pare că teritoriul Regatului Iuda a fost slab populat, limitat la așezări rurale, cele mai multe dintre ele nefortificate. Ierusalim, capitala regatului, probabil nu s-a impus drept centru administrativ important până la sfârșitul secolului al VIII-lea; înainte de asta, sugerează dovezile arheologice, populația sa era prea mică pentru a susține un regat viabil. În secolul al VII-lea, populația sa a crescut foarte mult, prosperând ca vasali ai Asiriei (în ciuda revoltei lui Ezechia împotriva regelui asirian Senaherib), dar căderea Imperiului asirian și întrecerea dintre Egipt și Imperiul neo-babilonian pentru controlul Mediteranei de Est a dus la distrugerea regatului într-o serie de campanii militare dintre 597 și 582, la Exilul babilonian și încorporarea Regatului Iuda drept provincie a Imperiului neo-babilonian.

## Istorie

### Dezbinarea statului evreu unit și primii ani ai regatului Iuda

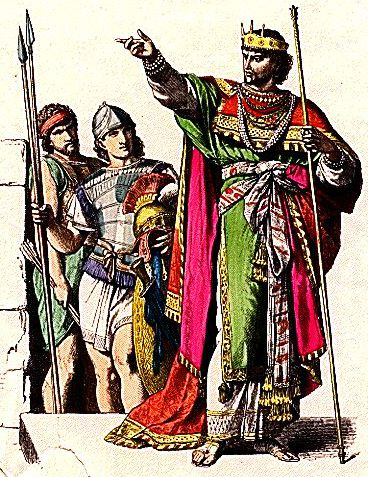
Regele și garda sa în Regatul Iuda

Regatul evreu unit a fost format conform miturilor biblice în jurul anului 1047 î.Hr., când poporul evreu a ales un rege în locul unui judecător. Existența regatului evreu unit este o ipoteză care trebuie abandonată, conform lui Oded Lipschits în Jewish Study Bible, ediția a doua, din 2014, de la Oxford University Press (Aren Maeir a confirmat în aceeași carte lipsa de dovezi arheologice pentru Monarhia Unită). Amihai Mazar confirmă diversitatea de opinii ale specialiștilor pe subiectul Monarhiei Unite.
La moartea regelui Solomon, fiul lui David, cele zece triburi din nord s-au revoltat împotriva lui Roboam, urmașul lui Solomon, datorită taxelor foarte mari puse pe popor. Doar triburile lui Iuda și Beniamin au rămas loiale casei lui David, în timp ce triburile din nord au pus rege pe Ieroboam, fiul lui Nabat, un fost funcționar de la curtea lui Solomon (III Regi 12:1-20). Cele două regate s-au luptat între ele aproape 62 / 65 de ani.
Mai târziu, în timpul regelui Asa, se spune că și triburile lui Efraim, Manase și Simeon au trecut de partea Regatului Iuda (II Cronici 15:9). Sub regele Ioram, Iuda a făcut pace cu Israel, unde pe atunci domnea Omri, cele două regate plecând împreună la război împotriva sirienilor, arameilor sau moabiților. Însă Iuda a pierdut Edomul și orașul Libna, iar Israelul Moabul și Ammonul. Alianța dintre Iuda și Israel a căzut când casa lui Omri a fost dată jos de la putere de către Iehu, dar cele două regate au păstrat o anumită distanță, nefiind nici dușmane nici aliate.

### De la Ioaș la Amon
Iehu, când a devenit rege al Israelului, l-a ucis pe Ohozia regele Iudeei, pe motiv că se trăgea din Omri după mamă și putea emite pretenții și la tronul din Samaria. Mama lui Ohozia, Atalia, când a auzit vestea morții fiului ei, împreună cu un mic grup de credincioși și-a ucis nepoții și s-a declarat regină. Doar Ioaș, un fiu al lui Ohozia, a fost scăpat de la moarte și când a ajuns mare a detronat-o și ucis-o pe bunica sa Atalia cu ajutorul preoțimii și s-a declarat rege.
În timpul lui Amasia, Ierusalimul a fost prădat și distrus de către regele Ioaș al Israelului, dar a fost reconstruit în anii următori. Regele Ahaz a pierdut zona de nord a regatului în favoarea Siriei, dar a recâștigat-o cu ajutorul asirienilor, cărora le-a devenit vasal. Sub Iezechia, Iuda și-a recâștigat pentru scurt timp independența, învingându-l pe regele Sennacherib.
Iosia, strănepotul lui Iezechia, a făcut o serie de reforme religioase și politice. În timpul lui  a fost descoperită "Cartea legii", probabil Deuteronomul lui Moise. După moartea sa, Iuda a devenit dependent de Egipt și mai apoi Babilon.

### Ultimii ani și exilul babilonian
Urmașul lui Iosia, Ioahaz, a fost detronat de către egipteni, care l-au pus rege pe Ioachim, care le era vasal. La scurt timp după bătălia de la Carchemiș, Ioachim a fost detronat de Nabucodonosor al Babilonului, care după ce l-a pus pe Iehonia, fiul lui Ioachim, și l-a detronat după trei luni, l-a pus rege pe Sedechia, fratele lui Ioachim, care s-a revoltat împotriva Babilonului.
Nabucodonosor a venit și a împresurat Ierusalimul, cucerindu-l pe 9 aprilie 586 î.Hr.. Templul lui Solomon a fost distrus, aurul și bogățiile regelui furate, iar demnitarii, regele și mare parte din popor deportat în Babilon.
Poporul care a rămas în Iuda a pus căpetenie pe Ghedalia, fiul lui Ahican, fiul lui Șafan. Însă demnitarii rămași în Iuda l-au ucis pe acesta, pe motiv că era supus babilonienilor. Poporul rămas în Iuda s-a dus atunci în Egipt, de frica babilonienilor.
Evreii deportați în Babilon au suferit mult pe vremea lui Nabucodonosor, un exemplu fiind viața proorocului Daniel. Însă regele babilonian Evil-Merodac (Amel-Marduk), în anul 561, l-a readus pe Ioachim la un statut de prinț, dar nu a refăcut Regatul Iuda.
Evreii au fost scăpați din robia babilonienilor de către Cyrus al II-lea cel Mare al Persiei, care a cucerit Babilonul și fostele teritorii dependente de Babilon.

## Cultură
Cultura regatului Iuda a fost alta decât cea a Israelului, cu toate că viziunea istoriei deuteronomiste, scrisă de reformatorii monoteiști în timpul domniei regelui Iozia, era că ei constituiau același popor. Iudeii au fost influențați de către popoarele care i-au cucerit sau care au fost la graniță, înaintea reformei monoteiste.
„Idolatria poporului lui Iuda nu era o abatere de la un monoteism anterior al lor. Ea era de fapt felul în care poporul lui Iuda se închina de sute de ani.”—Israel Finkelstein și Neil Asher Silberman, The Bible Unearthed. Archaeology's New Vision of Ancient Israel and The Origin of Its Sacred Texts.
Religia a fost una schimbătoare, după întoarcerea din Babilon fiind adorat în principal Iahve/Savaot, adică Dumnezeul unic. Înainte de asta a existat un sincretism cu alte divinități, precum Baal și Astarte de la fenicieni sau Dagon de la filisteni, plus Așerah (soția lui YHWH). Acest sincretism a dominat istoria regatului în perioada dinainte de revenirea din exil.

### Oameni importanți
- David; fiul lui Iesei, așa-zis[17] rege al imaginarului regat al Israelului și Iudei între 1005 î.Hr. - 971 î.Hr.. Din el s-a născut toată familia domnitoare a Iudei, precum și, conform miturilor biblice[11][12], Iosif, soțul Mariei.
- Solomon; fiul lui David, ultimul așa-zis[17] rege al imaginarului[17] regat unit al Israelului și Iudei (971 î.Hr. - 931 î.Hr.).
- Iehoiada; mare preot în timpul lui Ioaș, pe care l-a ajutat să ajungă la tron.
- Asa; Iezechia, Iosia și Ioachim, regii cei mai importanți din Iuda, care au apărat regatul și au instituit o serie de reforme politice și religioase.
- Hilchia; arhiereu în timpul lui Iosia. El a descoperit "cartea legii".
- Ghedalia, căpetenie peste evreii rămași în Iuda după cucerirea babiloniană pentru puțin timp.

„Din punct de vedere arheologic și istoric, redatarea acestor orașe de la epoca lui Solomon la perioada omridă are implicații enorme. Ea înlătură singura dovadă arheologică după care ar fi existat vreodată o monarhie unită cu capitala în Ierusalim și arată că David și Solomon erau, în termeni politici, nimic altceva decât căpitani ai ținutului deluros, a căror rază administrativă era limitată la nivelul local, adică la ținutul deluros.”—Israel Finkelstein, Neil Asher Silberman, The Bible Unearthed. Archaeology's New Vision of Ancient Israel and The Origin of Its Sacred Texts.

#### Profeți
Printre cei mai importanți profeți din Iuda se numără:
- Amos, s-a născut în Iuda dar a profețit în Israel
- Habacuc, din tribul lui Levi
- Isaia, nepotul de frate al regelui Amasia
- Ieremia
- Ioel
- Micah
- Zaharia

## Regii Iudeei
| Datele lui Albright | Datele lui Thiele | Datele lui Galil | Nume comun/biblic  | Nume regal și originar | Note |
| ------------------- | ----------------- | ---------------- | ------------------ | --- | --- |
| Casa lui David      |                   |                  |                    | | |
| 1000–962 î.C.       |                   | 1010–970         | David              | דוד בן-ישי מלך ישראל David ben Yișai, Meleh Ysra’el                                                                                   | A domnit asupra Israelului și Iudei din Ierusalim 33 de ani și 7 ani din Hebron; în total, 40 de ani. Fiul lui Isai si al lui Nahaș/Nițevet. A murit din cauze naturale. |
| 962–922             |                   | 970–931          | Solomon            | שלמה בן-דוד מלך ישראל Șelomoh ben David, Meleh Ysra’el                                                                                | A domnit 40 de ani asupra Israelului și Iudei. A murit din cauze naturale. Fiul lui David și al Batșebei; drepturile sale la succesiune au fost disputate cu fratele său vitreg mai mare, Adonia. |
| 922–915             | 931–913           | 931–914          | Roboam             | רחבעם בן-שלמה מלך יהודה Rehav’am ben Șlomoh, Meleh Yehudah                                                                            | A domnit peste Iuda 17 ani. Fiul lui Solomon și al Naamei Amonita. A murit din cauze naturale. Pe vremea lui, pierde controlul asupra celor 10 triburi ale lui Israel (Efraimul), din vina păcatelor tatălui lui (1 Regi XI). |
| 915–913             | 913–911           | 914–911          | Abia               | אבים בן-רחבעם מלך יהודה ’Aviyam ben Rehav’am, Meleh Yehudah                                                                           | A domnit 3 ani în Iuda și a avut parte de o moarte bună. Este fiul lui Roboam și al Maacăi, fiica lui Abesalom. |
| 913–873             | 911–870           | 911–870          | Asa                | אסא בן-אבים מלך יהודה ’Asa ben ’Aviyam, Meleh Yehudah                                                                                 | A domnit în Iuda 41 de ani. Fiul lui Abia și al Anei, din neamul lui Abesalom. A murit bolnav de picioare. |
| 873–849             | 870–848           | 870–845          | Iosafat            | יהושפט בן-אסא מלך יהודה Yehoshafat ben ’Asa, Meleh Yahudah                                                                            | A domnit peste Iuda 25 de ani; a murit din cauze naturale. Fiul lui Asa și al Azubei, fiica lui Șilhi. A făcut pace cu Efraim. |
| 849–842             | 848–841           | 851–843          | Ioram              | יהורם בן-יהושפט מלך יהודה Yehoram ben Yehoșafat, Meleh Yahudah                                                                        | A domnit 8 ani în Iuda. Fiul lui Iosafat. A făcut o alianță politică cu Efraimul. A murit din cauza unei boli în fază avansată la stomac. |
| 842–842             | 841–841           | 843–842          | Ohozia             | אחזיהו בן-יהורם מלך יהודה ’Ahazyahu ben Yehoram, Meleh Yehudah                                                                        | A domnit un an în Iuda. Fiul lui Ioram și al Ataliei. Ucis de Iehu, care a uzurpat tronul din Efraim. |
| 842–837             | 841–835           | 842–835          | Atalia             | עתליה בת-עמרי מלכת יהודה ‘Atalyah bat ‘Omri, Malkat Yehudah                                                                           | Sora lui Ahab al Efraimului și nevasta lui Ioram. A domnit 6 ani peste Iuda. Ucisă de garda moștenitorului de drept al tronului, la ordinul preotului Iehoiada. |
| 837–800             | 835–796           | 842–802          | Ioaș               | יהואש בן-אחזיהו מלך יהודה Yehoaș ben ’Ahazyahu, Meleh Yehudah                                                                         | A domnit în Iuda 40 de ani. Fiul lui Ohozia și al Țibiei, din Beer-Șeba. Ucis de slugile sale: Iozacar, fiul lui Șimeat, și Iozabad, fiul lui Șomer. |
| 800–783             | 796–767           | 805–776          | Amasia             | אמציה בן-יהואש מלך יהודה ’Amațyah ben Yehoaș, Meleh Yehudah                                                                           | Fiul lui Ioaș și al Ioadinei. A domnit peste Iuda 29 de ani. Omorât în Lachiș, de slugile sale. |
| 783–742             | 767–740           | 788–736          | Azaria (Uzia)      | עזיה בן-אמציה מלך יהודה ‘Uziyahu ben Amațyah, Meleh Yehudah                                                                           | A domnit 52 de ani în Iuda. Fiul lui Amasia și al Iecolei. A murit de lepră. Georgios Synkellos a scris că prima Olimpiadă a avut loc în al XLVIII-lea an al domniei lui Uzia. |
| 742–735             | 740–732           | 758–742          | Ioatam             | יותם בן-עזיה מלך יהודה Yotam ben ‘Uziyah, Meleh Yehudah                                                                               | A domnit în Ierusalim peste Iuda 16 ani. Fiul lui Azaria și al Ierușei, fiica lui Țadoc. A purtat război cu Rațon, regele din Aram-Damasc. A murit din cauze naturale. |
| 735–715             | 732–716           | 742–726          | Ahaz               | אחז בן-יותם מלך יהודה ’Ahaz ben Yotam, Meleh Yehudah                                                                                  | A domnit 16 ani în Iuda. Fiul lui Ioatam și al lui Ahio din Ido. S-a luptat cu Rațon din Aram-Damasc și Pecah al Efraimului, dar a fost salvat de Tiglatpalassar al III-lea, regele Asiriei, căruia i-a plătit tribut. A murit din cauze naturale. |
| 715–687             | 716–687           | 726–697          | Iezechia           | חזקיה בן-אחז מלך יהודה Hizqiyah ben ’Ahaz, Meleh Yehudah                                                                              | Fiul lui Ahaz și al Abiei, fiica lui Zaharia. A domnit în Iuda 29 de ani. A murit din cauze naturale. Contemporan cu Sanherib al Asiriei și Merodac Baladan al Babilonului. |
| 687–642             | 687–643           | 697–642          | Manase             | מנשה בן-חזקיה מלך יהודה Menașeh ben Hizqiyah, Meleh Yehudah                                                                           | Fiul lui Iezechia și al Hefțibahei. A domnit în Iuda 55 de ani. A murit din cauze naturale. Menționat în scrierile asiriene ca fiind contemporan cu Asarhadon. |
| 642–640             | 643–641           | 642–640          | Amon               | אמון בן-מנשה מלך יהודה ’Amon ben Menașeh, Meleh Yehudah                                                                               | A domnit doi ani în Iuda; fiul lui Manase și al Meșulemetei, fiica lui Haruț din Iotba. Ucis de slugile sale pentru că se închina la idoli. |
| 640–609             | 641–609           | 640–609          | Iosia              | יאשיהו בן-אמון מלך יהודה Yo’șiyahu ben ’Amon, Meleh Yehudah                                                                           | Fiul lui Amon și al Adaiei din Boțcat. A domnit în Iuda 31 de ani. În timpul lui a fost descoperită "Cartea Legii" (probabil Deuteronomul). A fost lovit de o săgeată în timpul unei lupte cu Nekau al II-lea al Egiptului și a murit în drum spre Ierusalim. |
| 609                 | 609               | 609              | Ioahaz (Ahaz)      | יהואחז בן-יאשיהו מלך יהודה Yeho’ahaz ben Yo’șiyahu, Meleh Yehudah אחז בן-יאשיהו מלך יהודה ’Ahaz ben Yo’șiyahu, Meleh Yehudah          | A domnit 3 luni în Iuda; fiul lui Iosia și al Hamutalei, fiica lui Ieremia din Libna. Detronat de Nekau al II-lea al Egiptului, care l-a dus în exil în Ribla, în țara Hamat, și l-a pus rege în Ierusalim pe Eliachim, fratele lui Ioahaz. |
| 609–598             | 609–598           | 609–598          | Ioachim (Eliachim) | יהויקים בן-יאשיהו מלך יהודה Yehoyaqim ben Yo’șiyahu, Meleh Yehudah                                                                    | Fiul lui Iosia și al Zebudei, fiica lui Pedaia din Ruma. A domnit 11 ani în Iuda. A murit din cauze naturale, pe timpul lui Merodac al Babilonului. Bătălia de la Carchemiș s-a petrecut în al patrulea an al lui Ioachim, care a fost de partea Egiptului. A abdicat în al optulea an al domniei lui Nabucodonosor al II-lea al Babilonului.                             |
| 598                 | 598               | 598–597          | Iehonia            | יהויכין בן-יהויקים מלך יהודה Yehoyahin ben Yehoyaqim, Meleh Yehudahיכניהו בן-יהויקים מלך יהודה Yehonyahu ben Yehoyaqim, Meleh Yehudah | Fiul lui Ioachim și al Nehuștei, fiica lui Elnatan din Ierusalim. A domnit peste Iuda 3 luni și 10 zile. Ierusalimul a fost capturat de Nabucodonosor, care l-a deposedat pe Iehonia pe 16 martie 597 î.Hr. și l-a dus la Babilon, unde a murit. |
| 597–587             | 597–586           | 597–586          | Zedechia (Matania) | צדקיהו בן-יהויכין מלך יהודה Țidqiyahu ben Yo’șiyahu, Meleh Yehudah                                                                    | A domnit peste Iuda din Ierusalim 11 ani; fiul lui Iosia și al Hamutalei, fiica lui Ieremia din Libna. A făcut a doua revoltă împotriva lui Nabucodonosor al II-lea. Ierusalimul a fost capturat pe 9 aprile 586, iar lui Zedechia i-au fost scoși ochii. Tot Levantul (inclusiv Iuda și Efraimul) a fost cucerit de babilonieni, care l-au transformat într-o provincie. |

## După cucerirea Babilonului
După cucerirea Babilonului de către perși, evreii s-au întors acasă. Ei au pornit reconstrucția Templului din Ierusalim, dar au fost opriți de către popoarele străine așezate în Israel de către Babilon și Asiria. Reconstrucția Templului și a Ierusalimului a reînceput după moartea lui Artaxerxe, regele Persiei, sub conducerea lui Zorobabel. Date despre poporul evreu după căderea Babilonului se găsesc în cărțile Isaia - Maleahi din Biblie.
În anul 332 î.Hr., Alexandru cel Mare cucerește Iudeea împreună cu întreg Imperiul Persan. După moartea sa, Iudeea devine un câmp de luptă între Egiptul Ptolemeilor și Siria Seleucizilor, fiind în final cucerită de sirieni.

### Macabeii
Articol principal: Macabei
În jurul anului 162 î.Hr., macabeii, o familie din Iudeea, creează în urma unei revolte împotriva seleucizilor un stat evreiesc independent, Regatul hasmonean al Iudeei. Sub domnia lor prin Iudeea se înțelege nu numai regiunea istorică Iudeea, ci întreg teritoriul regatului pe cuprinsul Palestinei istorice, incluzând și teritorii la est de Iordan. Dar din 63 î.Hr., romanii, conduși atunci de Pompei, se implică tot mai mult în politica hasmoneană, sfârșind prin a distruge statul Hasmonean și a pune la conducerea iudeilor pe Irodieni, care erau vasali Romei.

### Provincia romană Iudeea
Octavian Augustus a cucerit Iudeea în anul 6 d.Hr., transformând-o în Provincia Iudeea. Irodienii au rămas la conducere ca un paravan pentru romani până în 66, când a izbucnit revolta iudeilor.
Revolta iudeilor a ținut patru ani, sfârșind prin cucerirea cetății Masada de către romani și pustiirea Ierusalimului, dimpreună cu distrugerea Templului lui Solomon. Iudeea a fost transformată într-o provincie condusă de guvernatori romani, iar din 135 d.Hr. s-a numit Palestina, pentru a încerca să elimine cultura evreiască și mai nou creștină.

## Cronologie
- cca. 931 î.Hr.: Regatul Unit al Israelului și Iudeei se împarte în două: Regatul Israel (Efraim) și Regatul Iuda.
- aprox. 926: Regele Șișac al Egiptului pradă Ierusalimul și fură tot aurul strâns de David și Solomon.
- cca. 911: Asa devine rege al Iudeei. El anexează diferite teritorii și fortifică puterea statului.
- cca. 870 - 842 î.Hr.: Perioadă temporară de pace cu Efraimul.
- cca. 851 - 843 î.Hr.: Iuda pierde Edomul și cetatea Libna.
- între 805 - 776 î.Hr.: Ierusalimul este prădat de Ioaș, regele Efraimului.
- 742 - 725 î.Hr.: Iuda devine vasală Asiriei, în timp ce Efraimul este cucerit de aceștia din urmă.
- aprox. 725: Iezechia îl învinge pe Sanherib.
- 622: Regele Iosia descoperă "Cartea Legii", probabil Deuteronomul lui Moise, după care inițiază o serie de reforme religioase.
- 609: Iosia este ucis la Meggido, în bătălia cu Nekau al II-lea al Egiptului, iar fiul său, Ioahaz, după trei luni de domnie, este dat jos de către Nekau care îl pune rege pe Ioachim, un alt fiu al lui Iosia, care devine vasal Egiptului.
- 598: Ioachim este detronat în urma bătăliei de la Carchemiș de către Nabucodonosor al II-lea al Babilonului.
- 586: Nabucodonosor cucerește Ierusalimul, distrugând Templul lui Solomon și luând o mare parte din populație în exil. Regatul Iuda este distrus.
- 539: Cyrus al II-lea (cel Mare) al Persiei cucerește Babilonul și îi eliberează pe evrei din exil.
- 539 - 530 î.Hr.: Templul din Ierusalim este reconstruit.
- 332: Alexandru cel Mare cucerește Iudeea împreună cu restul Imperiului persan.
- 305 - 198 î.Hr.: Iudeea este stăpânită de către Egiptul ptolemaic.
- 198 - 141 î.Hr.: Seleucizii preiau conducerea în Iudeea de la Egipt.
- 170: Începe revolta macabeilor.
- 141: Macabeii întemeiază Regatul hasmonean în Iudeea și Efraim.
- 63: După cucerirea Siriei seleucide, Pompei și alți romani de frunte se implică tot mai mult în politica Statului hasmonean.
- 37: Regatul hasmonean este distrus de către romani, care pun peste iudei pe irodieni.
- cca. 4 î.Hr.: Se naște Isus din Nazaret (născut în Tetrarhia irodiană, satul/orașul nefiind stabilit în mod consensual).[18][19]
- 6 d.Hr.: Octavian Augustus încorporează Iudeea în Imperiul roman. Irodienii rămân la putere doar ca paravan.
- cca. 30 - 33 d.Hr: Isus din Nazaret este răstignit de către romani.[18]
- 66: Irodienii sunt înlocuiți de guvernatori romani, după ce evreii se revoltă.
- 70 d.Hr.: Al doilea Templu din Ierusalim este distrus de către romani. Iudeea este transformată în Provincia Iudeea.
- 73: Cetatea Masada este cucerită, după un asediu de 3 ani, de către romani, care găsesc pe toții locuitorii morți. Revolta evreilor este înăbușită.
- 135: Romanii redenumesc Provincia Iudeea în Palestina (de la "Filistia", "Țara filistenilor"), pentru a încerca să elimine naționalismul evreu.
- 395: Imperiul roman se împarte în două: Imperiul roman de Apus și cel de Răsărit, care păstrează Iudeea.
- 638: Odată cu cucerirea arabă, se pierde noțiunea de "Iudeea" și se păstrează cea de "Țara Sfântă", locul de naștere al poporului evreu.